# XXV. Zimske olimpijske igre – Milano Cortina 2026.
XXV. Zimske olimpijske igre - Milano Cortina 2026. (talijanski: XXV Giochi olimpici invernali) predstojeći su međunarodni multi-sportski događaj, koji će se održati od 6. do 22. veljače 2026. godine u talijanskim gradovima Milanu i Cortini d'Ampezzo. Milano – Cortina d'Ampezzo pobijedili su još jednu zajedničku ponudu švedskih gradova Stockholma i Årea s 47–34 glasa na izboru za grada domaćina na 134. zasjedanju Međunarodnog olimpijskog odbora (MOO) u Lausanni u Švicarskoj, 24. lipnja 2019.
Ovo će biti četvrte Olimpijske igre, koje će se održati u Italiji; Cortina d'Ampezzo prethodno je bila domaćin Zimskih olimpijskih igara 1956., a prvi domaćin će biti Milano. To će biti prve Olimpijske igre s dva grada domaćina u službenom obliku. Obilježit će se 20. obljetnica Zimskih olimpijskih igara 2006. u Torinu, posljednjih Zimskih olimpijskih igara u Italiji i 70. godišnjica Zimskih olimpijskih igara 1956. godine. u Cortini d'Ampezzo, prvim Olimpijskim igrama u Italiji.

### Rezultati glasovanja
| Milano i Cortina d'Ampezzo | Italija | 47 |
| Stockholm i Åre            | Švedska | 34 |

## Vanjske poveznice
- Službena internetska stranica  Arhivirana inačica izvorne stranice od 8. ožujka 2022. (Wayback Machine)